# John Mason Martin
John Mason Martin, född 20 januari 1837 i Athens i Alabama, död 16 juni 1898 i Bowling Green i Kentucky, var en amerikansk politiker (demokrat). Han var ledamot av USA:s representanthus 1885–1887. Han var son till Joshua L. Martin som var Alabamas guvernör 1845–1847.
År 1885 efterträdde Martin Goldsmith W. Hewitt som kongressledamot och efter en mandatperiod i representanthuset efterträddes han 1887 av John H. Bankhead.
Martin är begravd på Greenwood Cemetery i Tuscaloosa i Alabama.